# Труба-пикколо
Труба-пикколо (малая труба) — духовой музыкальный инструмент.
Сконструирована в конце XIX века. В настоящее время используется для исполнения старинной (барочной) музыки.
Обычно используется строй си-бемоль (in B); возможно перестроить в строй ля (in A) для диезных тональностей.

## Отличия от обычной трубы
Труба-пикколо звучит на октаву выше обычной трубы, так как длина её канала короче в два раза.
В отличие от обычной трубы, имеет четыре вентиля; дополнительный (четвертый) клапан позволяет понизить строй на пять полутонов.
Используется с мундштуком с уменьшенной чашкой, чтобы было легче брать ноты верхнего регистра.

## Битлз
После того, как «Битлз» использовали соло на трубе-пикколо песни «Penny Lane» в исполнении Дэвида Мейсона, инструмент начал появляться в поп-музыке.
Труба-пикколо также использовалась для цитирования Баха (BWV 779) во время затухания «All You Need Is Love». Впоследствии, в 1988 году, эта пикколо-труба была продана на аукционе Сотбис за $10,846.

## Известные исполнители
Среди исполнителей на малой трубе — Уинтон Марсалис, Морис Андре, Хокен Харденбергер.